# Licskó Béla
Licskó Béla (Budapest, 1954. május 6. –) építőmérnök, vízrendezési szakmérnök.

## Pályafutása
A Magyar Mérnöki Kamara Vízgazdálkodási és Geodéziai (távérzékelés, térinformatika) szakértője. 1973-ban kezdett dolgozni a VITUKI-ban. Itt a cég 2012. évi megszűnéséig végigjárta a különböző besorolási fokozatokat, tudományos ügyintézőtől az osztályvezető tudományos főmunkatársig. 1979-től foglalkozik a távérzékelés víz- és környezet-gazdálkodási célú alkalmazásával és kutatás-fejlesztésével. 
Az 1980-as években részt vett az Interkozmosz program „erőforrás-kutatás” alprogramjában. Az első magyar űrhajós 1980. évi repülésekor a földi referencia adatok előállításában, majd a felvételek kiértékelésében is dolgozott. 
Szerepet vállalt a térinformatikai rendszerek víz- és környezetgazdálkodási alkalmazásának kialakításában, valamint kezdeményezője volt a légi videótávérzékelés magyarországi bevezetésének.
1993-tól az „ARGOS” Távérzékelési és Filmstúdió távérzékelési menedzsereként távérzékelési eljárásokat fejlesztett és alkalmazott, emellett szervezte a Stúdió légifelvételezési tevékenységét, és több mint 50 légifelvételezést is végrehajtott. Tematikus térképeket és tanulmányokat készített vízgazdálkodás, területhasználat, környezetvédelem és településgazdálkodás témakörökben. Térinformatikai rendszerek alkalmazásával digitális tematikus térképművek készítését irányította. 
Jelenleg a VITUKI Hungary Kft. tudományos főmunkatársa. Az ELTE TTK Természetföldrajzi tanszék óraadó oktatója.

## Munkássága
Alapdiplomáját a Budapesti Műszaki Egyetem Vízgazdálkodási Főiskolai karán szerezte 1978-ban. Általános és mezőgazdasági vízgazdálkodási mérnök (építőmérnök). 1990-ben a Pollack Mihály Műszaki Főiskola Vízgazdálkodási Intézetében Vízrendezési szakmérnöki oklevelet kapott, majd a Budapesti Műszaki Egyetem Mérnöktovábbképző Intézetében szerzett térinformatikai képesítést, később környezetmenedzsment képzést végzett. A Magyar Mérnöki Kamarában Vízgazdálkodási és Geodéziai (távérzékelés, térinformatika) szakértő 2001 óta.
1978-tól a Vízgazdálkodási Tudományos Kutató Intézet (VITUKI Archiválva 2016. április 27-i dátummal a Wayback Machine-ben) munkatársa, a cég 2012. évi megszűnésekor távérzékelési osztályvezető, és tudományos főmunkatárs.
1979-től foglalkozik a távérzékelés vízrendezési célú kutatás-fejlesztésével. Később e-szakterülete bővült a mezőgazdasági vízgazdálkodási, környezetvédelmi és hulladék-elhelyezési témakörökkel, légi- és űrfelvételek analóg és digitális kiértékelését, feldolgozását végezte.
Részt vett a szocialista országok „Interkozmosz” programjában. Ezen belül az „erőforrás-kutatás” alprogramban. Az első magyar űrhajós 1980. évi repülésekor végzett kísérletek földi referencia adatainak előállításában, majd a felvételek kiértékelésében. A program működési ideje alatt eredményeit számos megoldás során hasznosították. Elsősorban a digitális képfeldolgozás, a képelemzési eljárások fejlesztése, új technológiák kidolgozása, és a távérzékelési eljárások széles körű alkalmazása terén végzett munkássága érdemel említést. Részt vett térinformatikai rendszerek víz- és környezetgazdálkodási alkalmazásának kialakításában, valamint kezdeményezője volt a légi videótávérzékelés magyarországi bevezetésének. Ennek keretében levezényelte a finn SILVACAM (infravörös tartományban érzékelő) erdő-monitoringra kifejlesztett video-rendszer magyarországi tesztelését a Bükki Nemzeti Park és az Aggteleki Tájvédelmi Körzet területén. 
1991-óta az ELTE Természettudományi Kar Természetföldrajzi tanszék óraadó tanára Hidrológus szakon (Területi vízrendezés tantárgy) 
1993-tól az „ARGOS” Távérzékelési és Filmstúdió főtanácsosaként, távérzékelési menedzser munkakörben folytatta szakmai tevékenységét.1995-ben az Argos Stúdió a VITUKI szervezetébe tagozódik. Mindkét szervezetnél távérzékelési eljárásokat fejlesztett és alkalmazott víz-, környezet, és település-gazdálkodási feladatok megoldásához. A Stúdió légifelvételezési tevékenységének fő szervezőjévé vált. Több, mint kétszáz légifelvételezési tervet készített és több mint 50 terület légifelvételezését végezte el fedélzeti műszeroperátorként, légi fényképészként. 15 éven keresztül felügyelte a légifilmek laborálási munkáit. A légifelvételek kiértékelésére alapozva tematikus térképeket és tanulmányokat készített vízfelületek, területhasználat, környezet-gazdálkodás és -szennyezés, településgazdálkodás témakörökben. Néhány év után átveszi az ARGOS Stúdió távérzékelési-térinformatikai tevékenységének menedzselését Ditzendy Arisztidtől. Újabb távérzékelési eljárások fejlesztésében és alkalmazásában munkálkodik. Végzi a távérzékelt felvételek feldolgozását: légi és űrfelvételek fotóinterpretációját, képfeldolgozását. Térinformatikai rendszerek alkalmazásával digitális tematikus térképművek készítését irányítja. Távérzékelési munkái mellett szakértőként ökológiai szemléletű vízgazdálkodási tanulmányokat készít vízgyűjtő-gazdálkodás, vízkészlet-gazdálkodás, nagytérségi vízgazdálkodás, folyó és tószabályozás, sík és dombvidéki vízrendezés, belvízvédelem szakterületeken.
2012. novembertől a VITUKI Hungary Kft.ben folytatja korábbi tevékenységeit, mint tudományos főmunkatárs, szakértő.
2016-ban a magyar légi fényképezés szakterületén végzett munkájáért a Légi Térképészeti és Távérzékelési Egyesület egy emlékéremmel köszönte meg.

## Szakterületei
- Síkvidéki vízrendezési eljárások kísérleti módszerekkel történő kutatása.
- Vízrendezési szakvélemények készítése mezőgazdasági üzemek és tervező intézetek számára.
- Belterületi vízrendezési módszerek kutatás-fejlesztése.
- Meliorációs modelltelepek és kísérleti vízgyűjtők hidrológiai tevékenységének szervezése, irányítása.
- Ökológiai szemléletű vízgazdálkodás, vízhasználatok, csapadékvíz-hasznosítás
- Távérzékelési eljárások alkalmazás-fejlesztése
- Légifotó interpretáció, képfeldolgozás, tematikus térképezés

## Legfontosabb munkái
- Ipari térségek távérzékeléses vizsgálati lehetőségei c. tanulmány (talaj és melioráció témakörök) kidolgozása. (1984.)
- A síkvidéki vízrendezés módszereinek és adatbázisának továbbfejlesztése (1981-1985.)
- Belterületi vízrendezés eszközeinek és módszereinek fejlesztése (1986 – 1987.)
- Távérzékeléssel támogatott környezetvédelmi monitoring kialakítása. (1991.)
- Mérési terv a BME Mikrohullámú Híradástechnikai Tanszékén folyó aktív mikrohullámú távérzékelési kísérletekhez. (1991.)
- Galgafarm ökofalu vízgazdálkodási szakvéleménye. (1991.)
- Gyűrűfű ökofalu vízgazdálkodási szakvéleménye. (1991.)
- Az Árvízvédelmi Térinformatikai Adatbázis (ÁRTÉR) kialakítása. (1992.)
- Ökológiai szemléletű vízrendezési beavatkozások alapelvei a Szigetköz ásványrárói területén. (1992.)
- A Göböljárási tervezett golfpálya öntözővíz beszerzési lehetőségeinek feltárása. (1992.)
- Alternatív vízrendezési javaslat Ásványráró területére. (1993.)
- A video távérzékelés kialakítása magyarországi teszt területek felvételezésével, a Bükki Nemzeti Park és az Aggteleki Tájvédelmi Körzet területének felvételezése és feldolgozása SILVCAM módszerrel. (1993.)
- Atomerőművi telephely kiválasztásához területhasználati térképek készítése Landsat TM űrfelvételek kiértékelésével. (1994.)
- A környezetbarát építés adatbázisa: Vízellátás felszín alatti vízből munkarész. (1998.)
- „Autonóm Kisrégió Program - Országos Ajánlás” (Települési vízgazdálkodás, vízellátás fejezet). Tanulmány (1998.)
- A Szigetköz monitoring kutatás fejlesztési tevékenység keretében M = 1 : 10 000 részletességű digitális területhasználati térképállományok elkészítése légifelvételek alapján 14 időpontra és digitális változástérképek előállítása. (1996-2008.)
- A Paksi Atomerőmű hűtővizének Dunában történő elkeveredés-vizsgálata légi termovíziós mérésekkel. Digitális és nyomtatott hőtérképek előállítása. (2004-2006.)
- Az ÁBKSZ Kht. információszolgáltatás tevékenységére alapozottan digitális belvíztérképek készítése az 1999-2000 belvízelöntésekről készült légifelvételek alapján DTA–50 térképi alapon (25 000 km² területet lefedő, 3500 légifelvétel feldolgozása). (2006.)
- Az Atomerőművi kis és közepes aktivitású radioaktív hulladékok végleges elhelyezésére irányuló kutatási program végrehajtása: A Bátaapáti-Üveghuta telephely környezetének területhasználati-területszerkezeti jellemzése légifelvételezés és értelmezés alapján. (2006.)
- Víz és környezetgazdálkodási célú területfedéses légifelvételek készítési lehetőségei digitális fényképezőgépekkel és a légifelvételek értelmezésével készülő felszínborítás-térképek számítógépen történő előállítása. (2005-2010.)
- A Paksi Atomerőmű Végleges Biztonsági Jelentése (VBJ) „A telephely leírása” című fejezetének 2010. évi aktualizálása. A Paksi Atomerőmű telephelye környezetének felszínborítás vizsgálata fejezet kidolgozása. (2010-2011.)
- Lévai Projekt A környezeti hatástanulmány összeállítását megalapozó szakterületi vizsgálati és értékelési programok kidolgozása és végrehajtása” a „Telephely jellemzése” szakterületi program keretében „A telephely környezetében a felszínborítás-területhasználat térképezése és területszerkezet jellemzése” (2011-2013.)

## Legfontosabb publikációi
- Licskó B: Légifényképezés alkalmazása a belvízrendezésben. MHT IV. Vándorgyűlésének kiadványa, pp 202-210, Győr, 1983.
- Licskó B: Távérzékelési módszerek alkalmazása a belvíz-felmérésben az Abádszalóki Tesztmezőn. Az 5. FÖLDFOTÓ Kongresszus Kiadványa pp 89-97, Budapest, 1984.
- Licskó B. and Vekerdy Z: Application of remote sensing procedures for planning and control of drainage constructions. Proceedings of 15th European Regional Conference on Agricultural Water Management pp 175-188, Dubrovnik, 1988.
- Licskó B, Vekerdy Z et al: Útmutató a távérzékelési módszerek alkalmazására a meliorációs kiviteli tervezésben. FÖMI, Budapest, p 92, 1990.
- Licskó B, Morvay K and Vekerdy Z: Application of remote sensing techniques at VITUKI betwen 1986-1990. 12 th EARSeL Symposium on Remote Sensing for Monitoring the Channing Environment of Europe, Eger, 1992.
- Bart B, Licskó B, and Morvay K: Application of SILVACAM Video Remote Sensing Techniques in Hungary. Proceedings of the International GIS/LIS 93 Conference, Budapest, 1993.
- Licskó B: Az 1999-2000. évi belvizek légi felmérésének tapasztalatai. Vízügyi Közlemények Különszám IV. kötet 2003. pp:305-315[2]
- Licskó B: A területi vízrajzi munkát irányítók kézikönyve. Vízrajzi elemek és jellemzők távérzékelése fejezet pp:107-118. KvVM megbízásából VITUKI Kht, Budapest 2005.
- Licskó B: A Paksi Atomerőmű hűtővizének a Dunában történő elkeveredés-vizsgálata légi termovíziós mérésekkel. Céltól a megvalósulásig tudományos konferencia kiadványa (MTA Pécsi TB, Paksi Atomerőmű, MMA 2005. 11. 9-11.)
- Licskó B: Autonóm kistérség az EU-ban Országos ajánlás vízgazdálkodás, vízellátás fejezete.www.fenntartható.hu 2006.
- Licskó B: A városi víz (Lélegzet 2007. nyár)
- Licskó B: Az 1999. és 2000. évi rendkívüli belvízelöntések légi felmérése és az adatok digitális belvíztérképekké történő feldolgozása. MHT XXIII. Vándorgyűlés kiadványa, 2009
- Bakó G, Licskó B: Új eredmények a nagyfelbontású légifelvételek segítségével történő belvíz- és árvíztérképezésben. Környezetvédelem XVIII. évfolyam 3. szám 2010. június pp:14-15
- Licskó Béla: Az első vízgazdálkodási célú digitális légifénykép-feldolgozási kísérlet Magyarországon . -  RS&GIS 2012./. 2.
- Bakó G, Licskó B: Repülőgépek a térképészet szolgálatában. - A Földgömb XXXI. évf., 275. lapszám, 86-91 p. 2013. augusztus